# 킹스맨

킹스맨(Kingsman)은 킹스맨이라는 가공의 첩보 기관을 소재로 한 미디어 프랜차이즈이다. 또한 2012년 만화 《더 시크릿 서비스》를 시작으로 하고 있으며, 이후 2017년과 2018년에 각각 속편 《킹스맨: 더 빅 엑시트》, 《킹스맨: 더 레드 다이아몬드》를 발매하였다.

## 만화 시리즈
- 《더 시크릿 서비스》 (2012)
- 《킹스맨: 더 빅 엑시트》 (2017)
- 《킹스맨: 더 레드 다이아몬드》 (2018)

## 문학
2017년 영화 《킹스맨: 골든 서클》을 바탕으로 한 소설 《Kingsman: The Golden Circle: The Official Movie Novelization》이 2017년 9월 22일 발매되었다.